# Arve
Arve je řeka ve Francii v Horním Savojsku o délce 102 km a s povodím o rozloze 2 060 km². Malou částí dolního toku zasahuje do Švýcarska, kde je v Ženevě levým přítokem řeky Rhôny.

## Průběh toku
Pramení v Masivu Mont Blanc na svazích hory Aiguille d'Argentière (3 901 m) na francouzsko-švýcarské hranici.
Protéká francouzskými městy Chamonix, Sallanches, Cluses, Bonneville a Annemasse a ve Švýcarsku Ženevou, kde je levostranným přítokem řeky Rhôny.
Rhôna je v místě soutoku tyrkysová a pohybuje se rychleji. Arva, tekoucí pomaleji, má odstín šedohnědý, způsobený velkým množstvím bahna, které sebou přináší voda z ledovců Montblanského masivu protékající údolím Chamonix-Mont-Blanc. Na soutoku obou řek dochází k promíchávání vod obou toků, viditelným turbulencím (turbulentnímu proudění) a vírům, které z nich činí raritu (unikát).

## Využití
V povodí bylo vybudováno několik vodních elektráren a využívala se také k plavení dřeva.

## Galerie
- Řeka Arve ve městě Chamonix-Mont-Blanc. Po mostě projíždí vlak třídy Z 800 společnosti SNCF na trati Saint-Gervais-Vallorcine. V pozadí je vidět horu Mont Blanc, Montblanský masiv a zejména Bossonský ledovec
- Řeka Arve v obci Annemasse v Horním Savojsku v regionu Auvergne-Rhône-Alpes] ve Francii
- Řeka Arve (vpravo) se v Ženevě ve Švýcarsku vlévá do řeky Rhôny (vlevo, tyrkysově modrá). Arve je jejím levostranným přítokem a má odstín šedohnědý, způsobený velkým množstvím bahna, které sebou přináší voda z ledovců Montblanského masivu protékající údolím Chamonix-Mont-Blanc.